# Túneles de Claudio

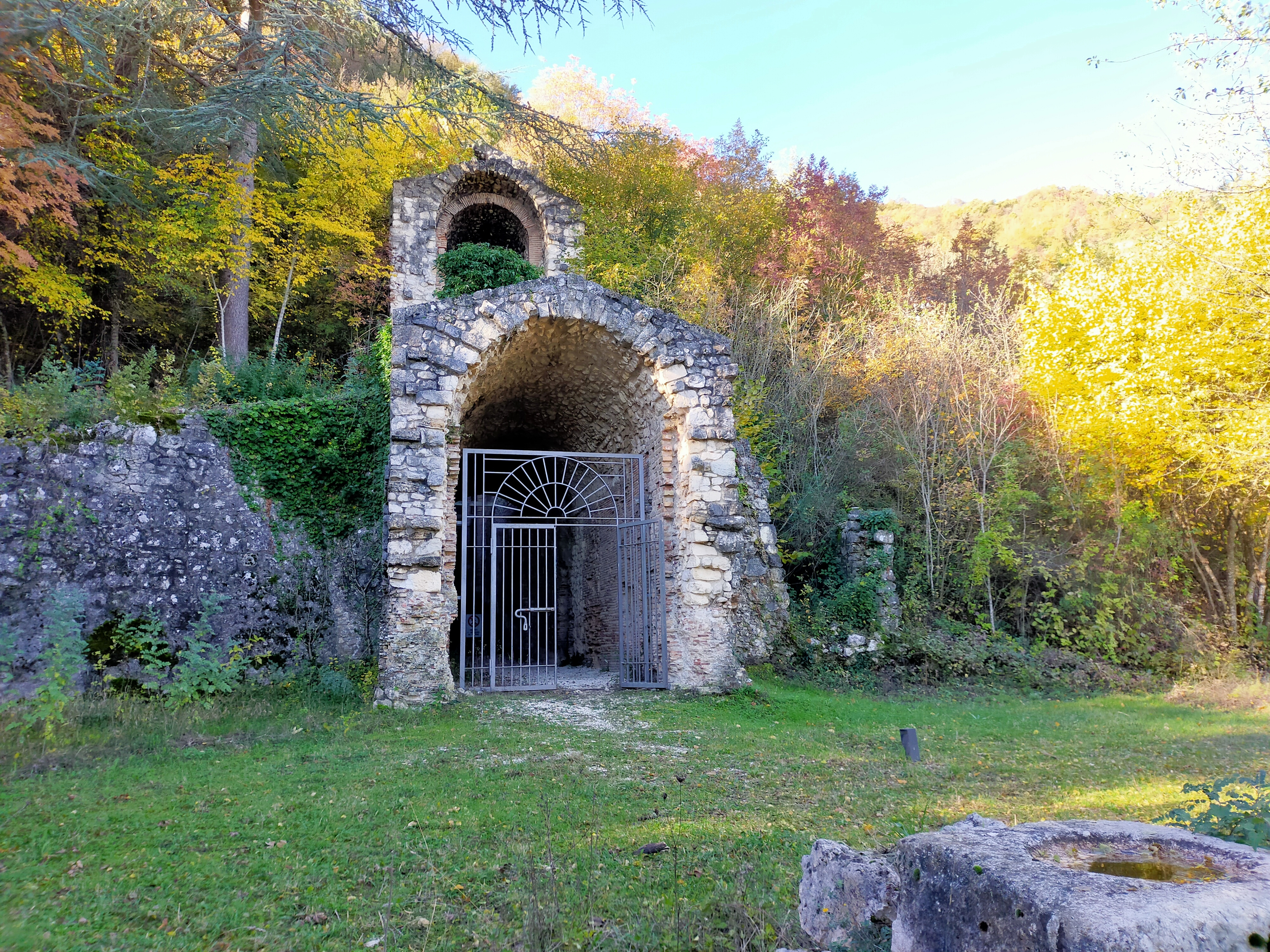
Bocas de los Túneles de Claudio

Los túneles de Claudio son un sistema para drenar el lago Fucino, perforados en la costa occidental de este lago (cerca de Avezzano) por orden del emperador Claudio. Fueron inaugurados en el año 52. Se excavaron treinta y dos pozos verticales y seis túneles, de los cuales subsisten muchos vestigios.
El emisario tiene 5636 metros de longitud, una sección de entre 5 y 10m², con una queda de 8,44m, y desagua en el río Liri. Hasta la finalización del túnel ferroviario del Frejus en 1871, estos túneles de Claudio fueron los más largos del mundo.

## Concepción
César fue el primero en tener la idea de drenar el lago Fucino. Sin embargo, solo en tiempos de Claudio la obra fue empezada. Este encargó a su secretario Narciso secar el lago y conseguir unas 20 mil hectáreas para la agricultura, así como aumentar la navegabilidad del Liri con verter en él las aguas pluviales del Fucino.

## Obra
«[Obras] de las que solo pueden tener una idea los que las vieron, y que no se puede contar por palabras.»
Plinio el Viejo, Naturalis historia 36.24

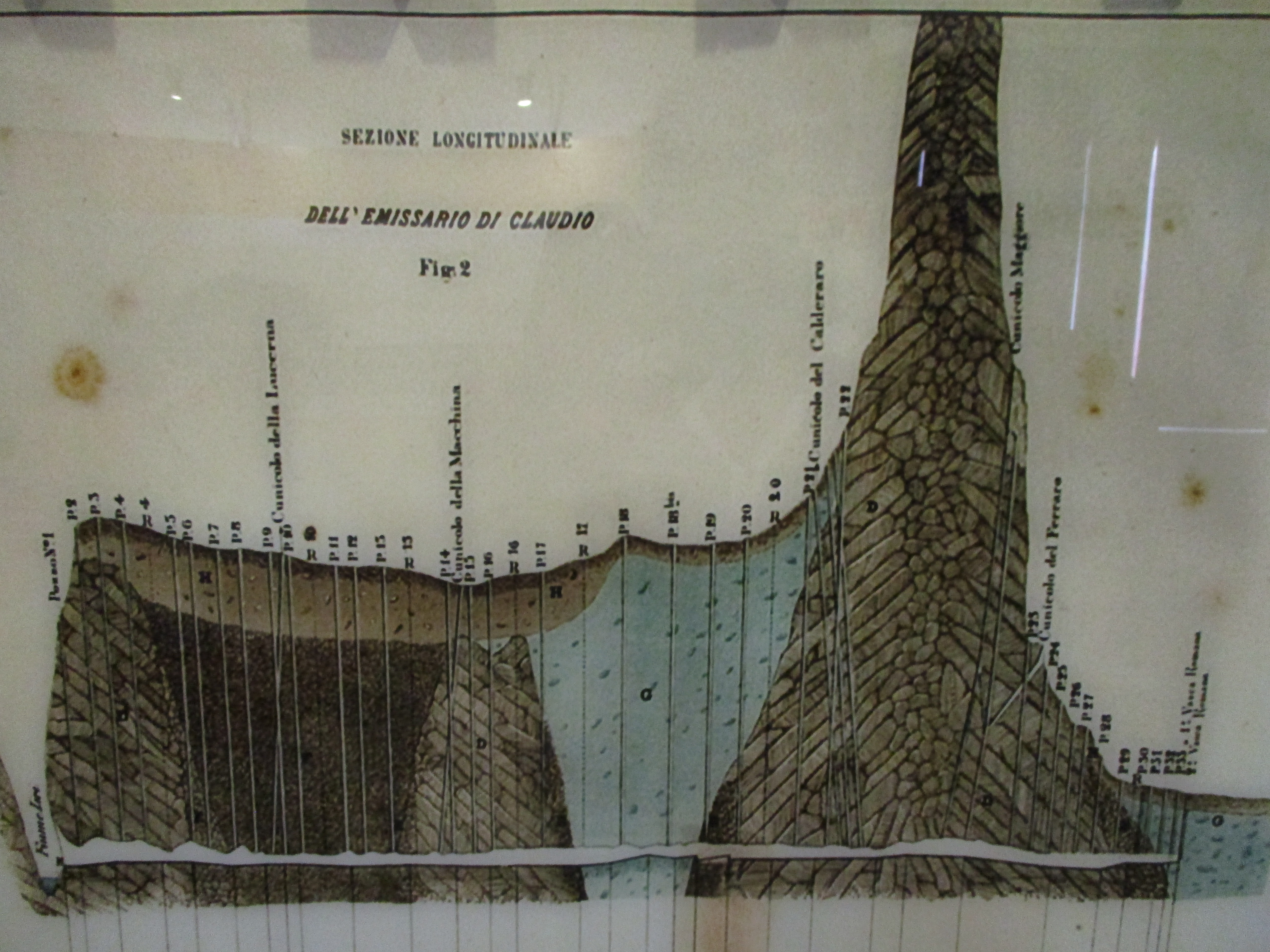
Esquema de los túneles

En esta obra durante 11 años 30 mil esclavos trabajando continuamente tuvieron que cavar casi 6 km a través de caliza y estratos aluviales. Una obra de la que se puede decir que incluso con la tecnología moderna resultaría difícil. Se estableció que el túnel tendría 2,75 m de ancho por 6 m de alto. Para la excavación se abrió muchas galerías inclinadas y 40 pozos verticales, algunos con 120 m de profundidad, de los cuales luego se emprendió la excavación horizontal. A la piedra se la destrozaba con escoplo o agua hirviente, para luego sacar los escombros para cima en calderos de bronce por medio de poleas. Largos trozos excavados por tierra friable tenían que ser apuntalados con maderos, para al fin ser reforzados con albañilería.

## Inauguraciones y fiascos

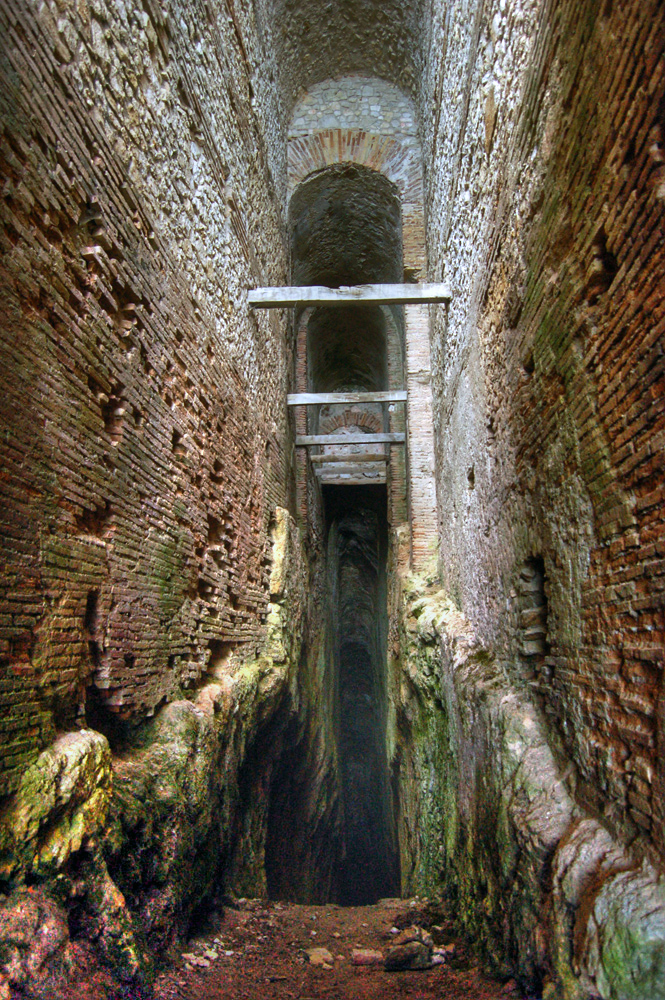
Interior del túnel mayor

Para la inauguración en el verano del 52 se preparó en el lago una naumaquia, en la que los condenados rehusaron combatir. Además enseguida quedó claro que había habido negligencia en la obra, pues las aguas solo bajaron 4,5 m. Entonces se decidió abrir otro agujero más abajo. Y se dio una segunda inauguración, para la cual se preparó un combate de gladiadores en unas balsas sobre el agua. También se preparó un banquete cerca de la boca del emisario, lo que acabó en desastre cuando el ímpetu del remolino hizo que se desmoronasen las orillas, lo que estuvo a punto de hacer que el mismo Claudio se ahogase. Más tarde Agripina regañó a Narciso por el suceso y lo acusó de peculado durante la obra. Y ni así el lago quedó completamente vaciado, aunque de los 140 km² iniciales pasó a tener 90 km². Por lo tanto y pese a que no todo salió según lo previsto, se obtuvo algo de espacio extra para la agricultura.

## Tras Claudio
En los años posteriores, como resultado de una mala conservación, el emisario acabó por obstruirse y Trajano ordenó que se lo desobstruyese. Más tarde Adriano intentó de nuevo secar el Fucino, para lo que hizo mejorar el emisario. Aun así solo logró reducirlo a unos 57 km². El emisario siguió funcionando hasta el siglo VI, cuando, por falta de cuidados, se obstruyó de nuevo. En el siglo XIII Federico II Hohenstaufen intentó, sin lograrlo, reabrir el emisario. Y no fue hasta 1870, con todo un nuevo emisario, cuando se consiguió secar el Fucino.